# Australian Open 2010
L'Australian Open 2010 è stato un torneo di tennis giocato sul cemento.
È stata la 98ª edizione dell'Australian Open e prima prova del Grande Slam dell'anno 2010.
Si è giocato al Melbourne Park di Melbourne in Australia dal 18 al 31 gennaio 2010.

## Sommario

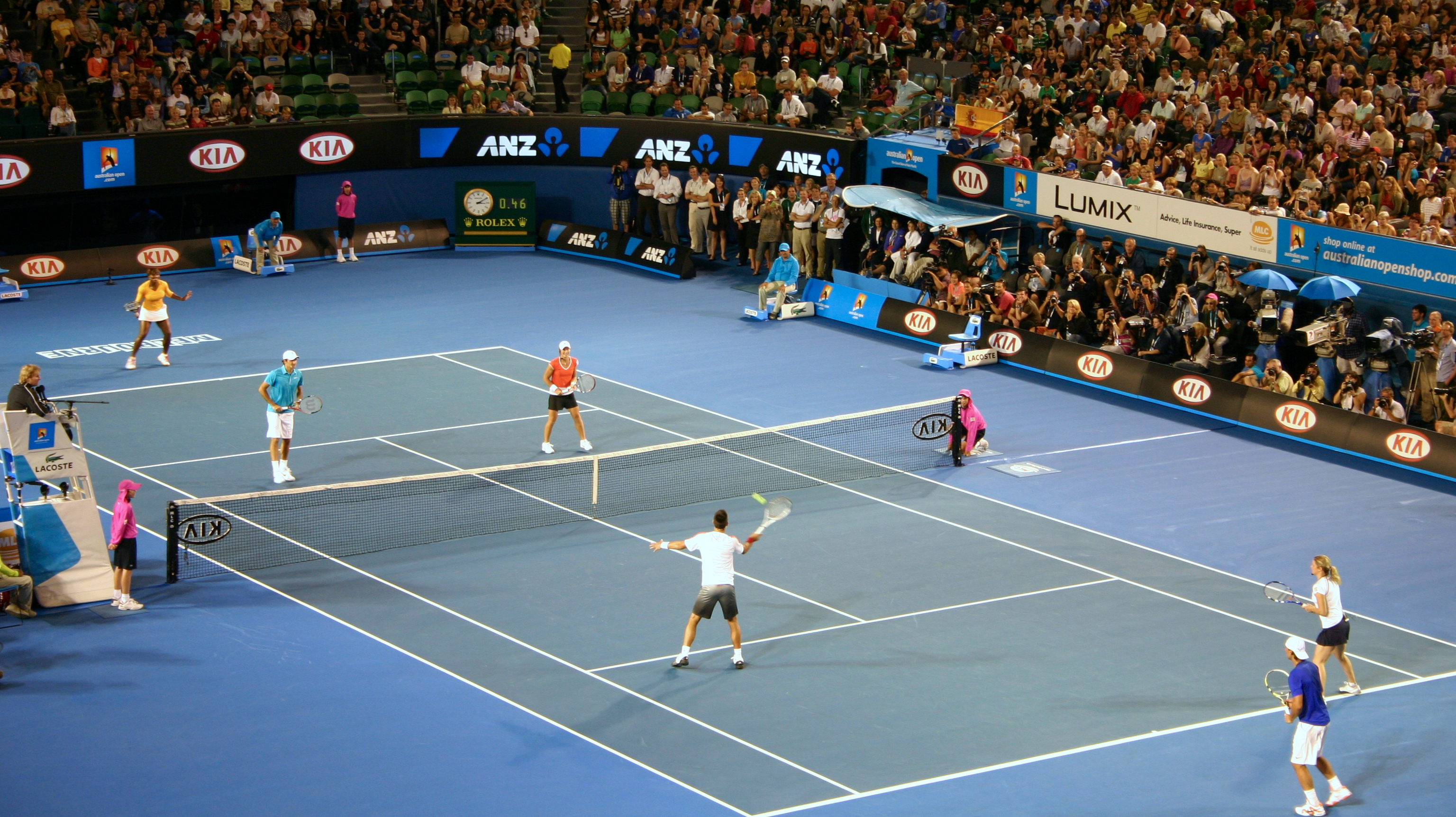
Incontro di triplo nell'esibizione Hit for Haiti

Prima dell'inizio del torneo Roger Federer, Andy Roddick, Serena Williams, Kim Clijsters, Rafael Nadal, Novak Đoković e altri atleti hanno giocato in una esibizione della durata di 90 minuti, indossando i colori della bandiera haitiana, dei match per raccogliere fondi in aiuto della popolazione di Haiti colpita dal sisma del 12 gennaio 2010: hanno raccolto la somma di 200 000 $.
Il singolare maschile è stato vinto da Roger Federer che ha battuto in finale Andy Murray aggiudicandosi il 16º titolo dello Slam. Il singolare femminile ha visto la vittoria di Serena Williams che ha battuto nella finale la belga Justine Henin confermando il titolo dell'anno precedente. Nel doppio maschile si sono imposti Bob Bryan e Mike Bryan che hanno riconfermato il titolo dell'anno precedente, così come le sorelle Williams che hanno riconquistato nuovamente il titolo del doppio femminile. Nel doppio misto ha vinto la coppia formata da Cara Black e Leander Paes.

## Qualificazioni e sorteggio
Le qualificazioni per accedere ai tabelloni principali del torneo si sono svolte tra il 13 e il 16 gennaio 2010 in tre turni di qualificazione; si sono qualificati i vincitori del terzo turno di qualificazione:
- Per il singolare maschile:Kevin Anderson, Ivan Dodig, Matthew Ebden, David Guez, Ricardo Hocevar, Blaž Kavčič, Dieter Kindlmann, Stefan Koubek, Xavier Malisse, Illja Marčenko, Guillaume Rufin, Ivan Serheev, Louk Sorensen, Antonio Veić, Donald Young, Grega Žemlja.
- Per il singolare femminile:Sofia Arvidsson, Juliana Fedak, Han Xinyun, Angelique Kerber, Zuzana Kučová, Regina Kulikova, Yvonne Meusburger, Shenay Perry, Valérie Tétreault, Renata Voráčová, Yanina Wickmayer, Kathrin Wörle.

Le wildcard sono state assegnate a:
- Per il singolare maschile:Carsten Ball, Andrej Golubev, Sébastien Grosjean, Ryan Harrison, Jason Kubler, Nick Lindahl, Marinko Matosevic, Bernard Tomić.
- Per il singolare femminile:Stéphanie Cohen-Aloro, Casey Dellacqua, Jarmila Groth, Justine Henin, Sesil Karatančeva, Alicia Molik, Olivia Rogowska, Coco Vandeweghe.

Il sorteggio dei tabelloni principali dei due singolari è avvenuto il 15 gennaio 2010; la testa di serie N.1 del singolare maschile è stata attribuita a Roger Federer.

## Tennisti partecipanti ai singolari

### Singolare maschile
- Singolare maschile

| Campione               | Campione            | Finalista       | Finalista            |
| ---------------------- | ------------------- | --------------- | -------------------- |
| R Federer (1)          | R Federer (1)       | A Murray (5)    | A Murray (5)         |
| Semifinalisti          |                     |                 |                      |
| J-W Tsonga (10)        | J-W Tsonga (10)     | M Čilić (14)    | M Čilić (14)         |
| Eliminati ai quarti    |                     |                 |                      |
| N Davydenko (6)        | N Đoković (3)       | A Roddick (7)   | R Nadal (2)          |
| Eliminati nel 4º turno |                     |                 |                      |
| L Hewitt (22)          | F Verdasco (9)      | Ł Kubot         | N Almagro (26)       |
| F González (11)        | J M Del Potro (4)   | J Isner (33)    | I Karlović           |
| Eliminati nel 3º turno |                     |                 |                      |
| A Montañés (31)        | M Baghdatis         | S Koubek        | J Mónaco (30)        |
| D Istomin              | M Južnyj            | T Haas (18)     | A Falla              |
| F López                | E Korolëv           | S Wawrinka (19) | F Mayer              |
| F Serra                | G Monfils (12)      | I Ljubičić (24) | P Kohlschreiber (27) |
| Eliminati nel 2º turno |                     |                 |                      |
| V Hănescu              | S Robert            | D Young         | D Ferrer (17)        |
| I Serheev              | I Dodig             | M Llodra        | I Marčenko           |
| M Chiudinelli          | M Berrer            | J Hájek         | S Giraldo            |
| T Dent                 | J Tipsarević        | B Becker        | M Granollers         |
| T Bellucci             | R Schüttler         | T Berdych (21)  | M İlhan              |
| B Tomić                | I Kunicyn           | V Troicki (29)  | J Blake              |
| M Gicquel              | J Nieminen          | L Sorensen      | A Veić               |
| J Benneteau            | A Golubev           | W Odesnik       | L Lacko              |
| Eliminati nel 1º turno |                     |                 |                      |
| I Andreev              | JI Chela            | P Starace       | Ó Hernández          |
| R Hocevar              | C Rochus            | P Lorenzi       | F Gil                |
| C Ball                 | D Sela              | R Ram           | JC Ferrero (23)      |
| E Gulbis               | M Vassallo Argüello | C Moyá          | D Kindlmann          |
| D Gimeno Traver        | M Matosevic         | K Vliegen       | J Chardy             |
| R Gasquet              | R Ginepri           | M Zverev        | T Robredo (16)       |
| S Stachovs'kyj         | F Fognini           | R Harrison      | S Greul              |
| X Malisse              | G Žemlja            | M Daniel        | R Söderling (8)      |
| T de Bakker            | T Gabašvili         | P Cuevas        | S Querrey (25)       |
| R Haase                | D Brands            | S Grosjean      | O Rochus             |
| F Santoro              | G Rufin             | J Acasuso       | G García López       |
| N Lapentti             | P Petzschner        | A Clément       | M Russell            |
| K Anderson             | S Bolelli           | N Lindahl       | J Melzer (28)        |
| A Seppi                | Y-H Lu              | T Robredo       | M Ebden              |
| R Štěpánek (13)        | D Guez              | M Fish          | J Kubler             |
| J Kubler               | B Kavčič            | L Mayer         | P Luczak             |

### Singolare femminile
- Singolare femminile

| Campionessa             | Campionessa       | Finalista                | Finalista            |
| ----------------------- | ----------------- | ------------------------ | -------------------- |
| S Williams (1)          | S Williams (1)    | J Henin                  | J Henin              |
| Semifinaliste           |                   |                          |                      |
| Li Na (16)              | Li Na (16)        | Zheng Jie                | Zheng Jie            |
| Eliminati ai quarti     |                   |                          |                      |
| V Azaranka (7)          | V Williams (6)    | N Petrova (19)           | M Kirilenko          |
| Eliminate nel 4º turno  |                   |                          |                      |
| S Stosur (13)           | V Zvonarëva (9)   | C Wozniacki (4)          | F Schiavone (17)     |
| Y Wickmayer             | S Kuznecova (3)   | A Bondarenko (31)        | D Safina (2)         |
| Eliminate nel 3º turno  |                   |                          |                      |
| C Navarro (32)          | A Brianti         | G Dulko                  | T Garbin             |
| S Peer (29)             | D Hantuchová (22) | A Radwańska (10)         | C Dellacqua          |
| A Klejbanova (27)       | S Errani          | K Clijsters (15)         | A Kerber             |
| J Janković (8)          | M Bartoli (11)    | R Vinci                  | E Baltacha           |
| Eliminate nel 2º turno  |                   |                          |                      |
| P Kvitová               | A Petković        | S Lisicki (21)           | K Barrois            |
| I Benešová              | A Ivanović (20)   | J Švedova                | S Vögele             |
| J Görges                | C Pironkova       | S Arvidsson              | Á Szávay             |
| A Kudrjavceva           | J Coin            | K Šprem                  | S Bammer             |
| E Dement'eva (5)        | S Cîrstea         | E Makarova               | F Pennetta (12)      |
| T Tanasugarn            | K Kanepi          | A Rezaï (26)             | A Pavljucenkova      |
| K O'Brien               | P Hercog          | MJ Martínez Sánchez (24) | S Záhlavová          |
| Y Meusburger            | V King            | K Bondarenko (30)        | B Záhlavová-Strýcová |
| Eliminate nel 1º turno  |                   |                          |                      |
| U Radwańska             | J Craybas         | R Vorácová               | A Morita             |
| P Martić                | V Lepchenko       | A Amanmuradova           | H Xinyun             |
| K Kučová                | K-c Chang         | Z Kučová                 | S Perry              |
| E Vesnina (28)          | K Date Krumm      | M Czink                  | S Cohen-Aloro        |
| A Wozniak               | T Paszek          | G Voskoboeva             | L Hradecká           |
| V Kutuzova              | J Groth           | S Dubois                 | M Eraković           |
| T Maria                 | M Oudin           | A Molik                  | A Cornet             |
| A Medina Garrigues (25) | N Jakimava        | A Parra Santonja         | L Šafářová           |
| V Duševina              | K Flipkens        | O Rogowska               | J Dokić              |
| V Razzano (18)          | K Zakopalová      | A Dulgheru               | A Cakvetadze         |
| V Tétreault             | S Karatanceva     | Y-j Chan                 | E Gallovits          |
| S Mirza                 | O Govorcova       | A Sevastova              | A Rodionova          |
| M Niculescu             | P Mayr            | J Fedak                  | K Wörle              |
| E Rodina                | S Peng            | C Vandeweghe             | R de los Ríos        |
| M Šarapova (14)         | T Bacsinszky      | A-L Grönefeld            | D Cibulková (23)     |
| IR Olaru                | P Parmentier      | R Kulikova               | M Rybáriková         |

## Seniors

### Singolare maschile
Roger Federer ha battuto in finale  Andy Murray con il punteggio di 6–3, 6–4, 7–6(11).
- È il 1º titolo dell'anno per Federer, il 4º titolo degli Australian Open e 16º dello Slam.

### Singolare femminile
Serena Williams ha battuto in finale  Justine Henin con il punteggio di 6–4, 3–6, 6–2.
- È il 1º titolo dell'anno per la Williams, il 5º Australian Open e 12º Slam.

### Doppio maschile
Bob Bryan /  Mike Bryan hanno battuto in finale  Daniel Nestor /  Nenad Zimonjić con il punteggio di 6–3, 6(5)–7, 6–3.
- È il 57º titolo per i gemelli Bob e Mike Bryan, 4º Australian Open e 8º titolo dello Slam.

### Doppio femminile
Serena Williams /  Venus Williams hanno battuto in finale  Cara Black /  Liezel Huber con il punteggio di 6–4, 6–3.
- È l'11º titolo dello Slam per le sorelle Williams e il loro 4º titolo agli Australian Open.

### Doppio Misto
Cara Black /  Leander Paes hanno battuto in finale  Ekaterina Makarova /  Jaroslav Levinský con il punteggio di 7–5, 6–3.

## Junior

### Singolare ragazzi
Tiago Fernandes ha battuto in finale  Sean Berman con il punteggio di 7–5, 6–3.

### Singolare ragazze
Karolína Plíšková ha battuto in finale  Laura Robson con il punteggio di 6–1, 7–6(5).

### Doppio ragazzi
Justin Eleveld /  Jannick Lupescu hanno battuto in finale  Kevin Krawietz /  Dominik Schulz con il punteggio di 6–4, 6–4.

### Doppio ragazze
Jana Čepelová /  Chantal Škamlová hanno battuto in finale  Tímea Babos /  Gabriela Dabrowski con il punteggio di 7–6(1), 6–2.

## Altri eventi

### Singolare maschile carrozzina
Shingo Kunieda ha battuto in finale  Stéphane Houdet con il punteggio di 7–6(3), 2–6, 7–5.

### Singolare femminile carrozzina
Korie Homan ha battuto in finale  Florence Gravellier con il punteggio di 6–2, 6–2.

### Quad singolare
Peter Norfolk ha battuto in finale  David Wagner con il punteggio di 6–2, 7–6(4).

### Doppio maschile carrozzina
Stéphane Houdet /  Shingo Kunieda hanno battuto in finale  Maikel Scheffers /  Robin Ammerlaan con il punteggio di 6–2, 6–2.

### Doppio femminile carrozzina
Florence Gravellier /  Aniek Van Koot hanno battuto in finale  Lucy Shuker /  Daniela Di Toro con il punteggio di 6–3, 7–6(2).

### Quad doppio
Nicholas Taylor /  David Wagner hanno battuto in finale  Peter Norfolk /  Johan Andersson con il punteggio di 6–2, 7–6(5).